# Engelmar Zellner
Engelmar Zellner OSB (* 10. August 1904 als Maximilian Zellner in Stocking, Kirchham, Bezirksamt Griesbach; † 2. September 1945 in der Provinz Jilin, Mandschurei) war ein deutscher Ordensbruder, Missionar und Märtyrer. 

## Leben
Maximilian Zellner trat in die Benediktinerkongregation von St. Ottilien ein und begann das Noviziat unter dem Ordensnamen Engelmar (nach Engelmar von Passau). Am 1. Januar 1929 legte er die Ewigen Gelübde ab. Er ging in die Yenki-Mission in der Mandschurei. Nach Einmarsch der Russischen Armee in die Mandschurei im August 1945 wurde er in der Missionsstation Badougou (Paltoku) von einem russischen Soldaten erschossen.

## Gedenken
Die Römisch-katholische Kirche in Deutschland hat Bruder Engelmar Zellner als Märtyrer in das deutsche Martyrologium des 20. Jahrhunderts aufgenommen.